# Salix jingdongensis
Salix jingdongensis är en videväxtart som beskrevs av C.F. Fang. Salix jingdongensis ingår i släktet viden, och familjen videväxter. Inga underarter finns listade i Catalogue of Life.